# Valle de Itria

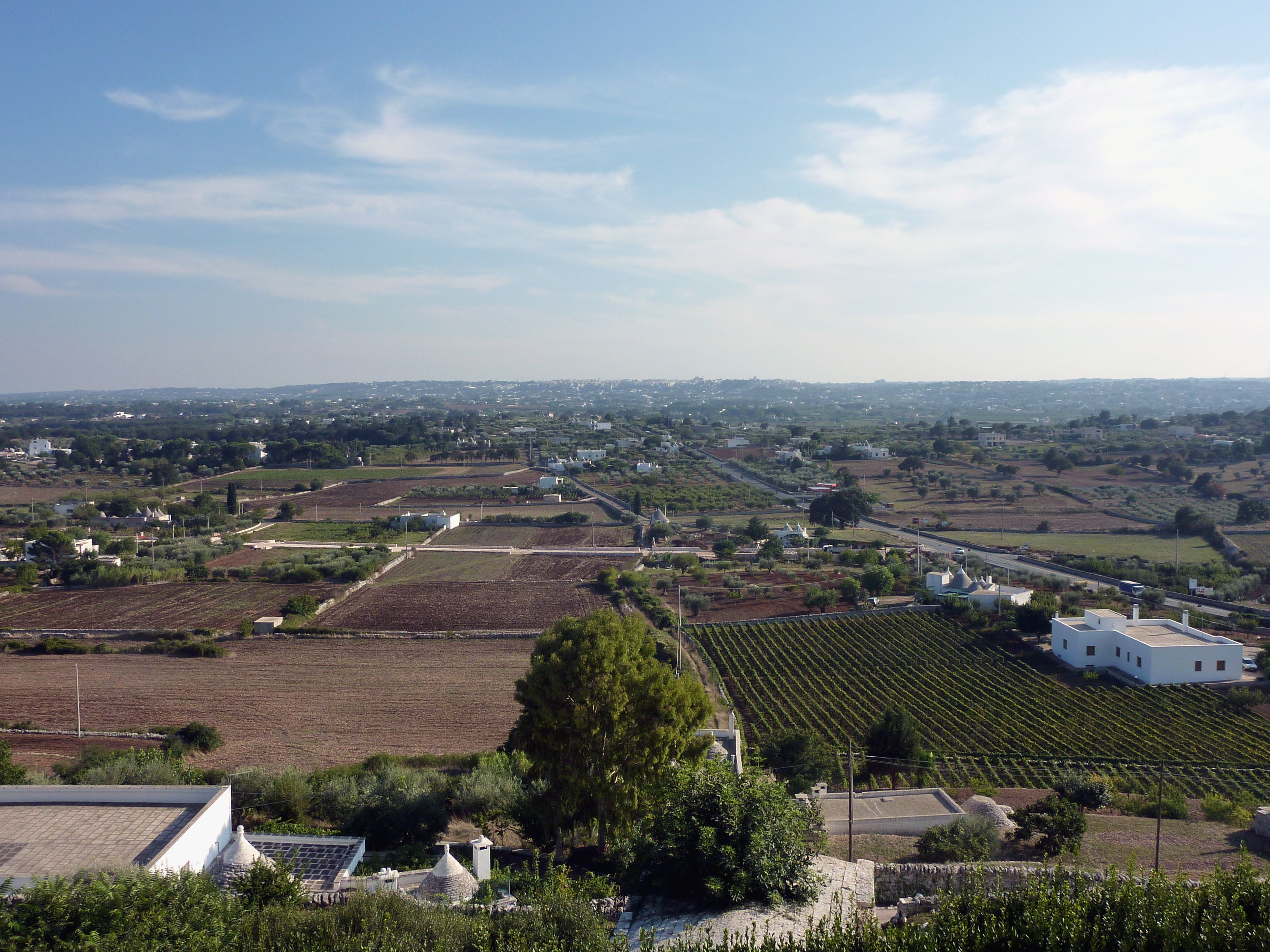
Valle de Itria en Locorotondo

El valle de Itria es una región kárstica que se encuentra en la zona central de la región de la Apulia, en el sudeste de Italia. Se extiende a lo largo de las provincias de Bari, Brindisi y Tarento, y coincide con la parte inferior del altiplano de la Murgia. El paisaje está dominado por las ciudades de Martina Franca, Locorotondo, Cisternino, Ceglie Messapica y Fasano. El único pueblo cercano al mar Adriático es Ostuni. El término valle es inadecuado en este caso, porque no se trata de un valle, sino de una depresión causada por un fenómeno kárstico.
La denominación de Valle de Itria deriva probablemente del culto bizantino a Nuestra Señora de Odegitria, protectora de los viajeros. Sobre el lugar donde se encontró un mosaico con la Madonna de Odegitria, en Martina Franca, se construyó un monasterio capuchino en 1545 que se ha convertido en una atracción turística.

## El entorno

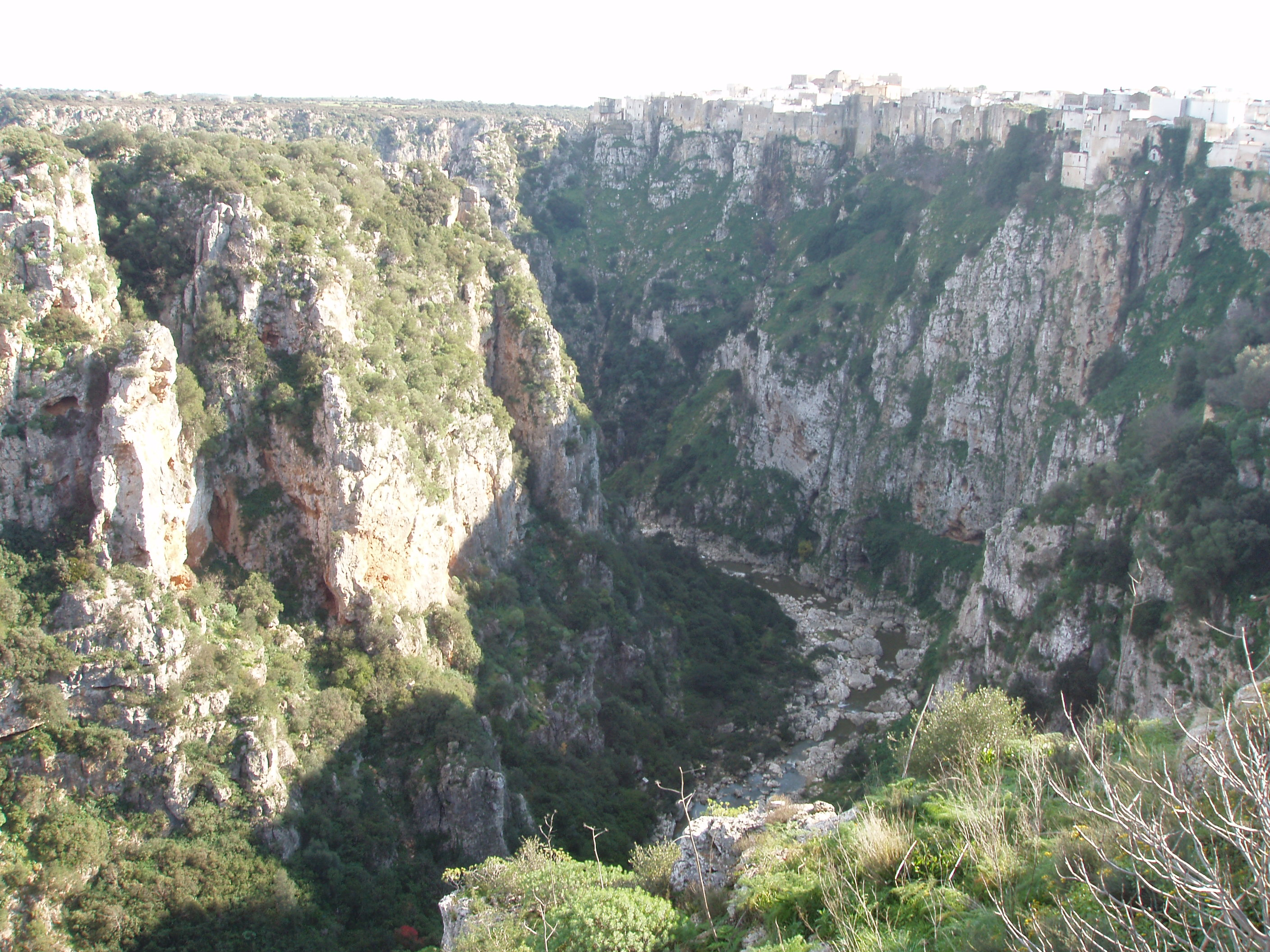
Desfiladero de Castellaneta

El Valle de Itria se caracteriza por los pueblos con encanto, las laderas cubiertas de bosque, los viñedos, los olivares y, especialmente, los trullo, las casas blancas, cónicas, que son el atractivo principal del turismo.
La flora se compone de fragmentos de bosque, entre los que destacan el Bosque de los Azulejos (Bosco delle Pianelle), en Martina Franca, el pueblo de mayor altitud, a 431 m, y la Selva de Fasano, además de maquia mediterránea en las zonas más secas, olivos centenarios y viñedos que producen dos vinos con denominación de origen (DOC), el de Locorotondo y el de Martina Franca.
El relieve kárstico ha dotado a la región de un gran número de cuevas y barrancos, entre los que destaca la Gruta Castellana y los desfiladeros de Villa Castelli y Castellaneta.